# Lappkojtjärnen (Kalls socken, Jämtland)
Lappkojtjärnen är en sjö i Åre kommun i Jämtland och ingår i Indalsälvens huvudavrinningsområde.